# Цигенрюк
Цигенрюк (нем. Ziegenrück) — город в Германии, в земле Тюрингия. 
Входит в состав района Заале-Орла. Подчиняется управлению Ранис-Цигенрюк.  Население составляет 731 человек (на 31 декабря 2010 года). Занимает площадь 8,24 км². Официальный код  —  16 0 75 127.